# Georges Bretegnier
Georges Bretegnier est un peintre français, né à Héricourt (Haute-Saône) le 14 avril 1860 et mort à Paris le 13 décembre 1892.
Il a réalisé des tableaux orientalistes et d'autres, régionalistes, représentant le Pays de Montbéliard.

## Biographie
Georges Adolphe Bretegnier est né le 14 avril 1860 à Héricourt dans le foyer de Charles Bretegnier, dessinateur, et de son épouse née Marie Noblot.
Talent précoce, Georges Bretegnier remporte en 1878 le premier prix de dessin au concours général. Il entre ensuite aux Beaux-Arts de Paris où il est élève de Jean-Léon Gérôme et d'Ernest Meissonier. Il présente au Salon de 1882 une toile intitulée Henri II d’Angleterre faisant amende honorable au tombeau de Thomas Beckett.
Georges Bretegnier part ensuite en Afrique du Nord. Il arrive à Tanger en décembre 1884 et rejoint la mission conduite par le ministre plénipotentiaire Laurent-Charles Féraud. En 1887-1888, il voyage à nouveau en Afrique du nord, pendant 16 mois. Il se rend en Tunisie, en Algérie, puis à Tanger, Rabat et Tétouan. Il retrouve là-bas ses amis, les peintres Louis-Auguste Girardot et Jules-Alexis Muenier. Dans la rue ou la campagne, il exécute de simples esquisses ou bien prend des photographies des scènes de rue ou des habitants, avant de les peindre dans son atelier.
Il retourne au Maroc pour un séjour de 16 mois en 1887. Atteint d’une pneumonie, il meurt à Paris le 12 décembre 1892 dans son atelier de la rue d’Assas.

## Œuvre
Étant mort 32 ans, Georges Bretegnier a produit un nombre d’œuvres limité. De ses maîtres Jean-Léon Gérôme et Ernest Meissonier, il a conservé le souci du détail, atteignant une perfection quasi photographique et le goût des jeux d’ombres et de lumière.

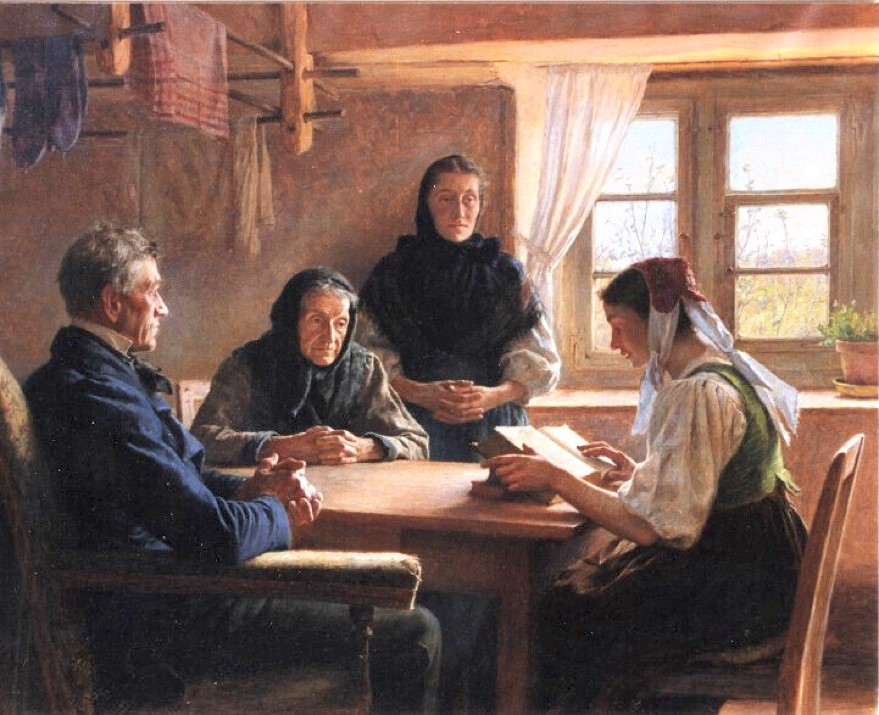
Lecture de la Bible dans un foyer du Pays de Montbéliard au XIXe siècle (1890), Montbéliard, musée d'Art et d'Histoire.

De ses voyages, il rapporte de nombreuses œuvres orientalistes. À Tanger, il peint entre autres la porte de la Kasbah, un paysage qui a pour toile de fond cette forteresse portugaise du XVe siècle. Son tableau intitulé Une audience du Pacha à Tanger (1887) a été vendu à Londres en 2013, pour 216 000 €. En 2017, une toile inédite, découverte dans une collection privée en Alsace, a été adjugée à 50 000 €, plus de trois fois son estimation haute.
Bretegnier se fait aussi connaître par des œuvres régionalistes représentant le Pays de Montbéliard, notamment des portraits de femmes portant le costume traditionnel de Montbéliard avec la coiffe spécifique, dite « diairi ». Son tableau Lecture de la Bible dans un foyer du Pays de Montbéliard au XIXe siècle, peint en 1890 et présenté au Salon du Champ-de-Mars en 1892 est sans doute la plus célèbre de ces œuvres régionalistes. Cette toile représente une scène sans doute quotidienne dans les familles luthériennes encore très nombreuses dans le Pays de Montbéliard à cette époque. La liseuse est une jeune femme coiffée du diairi et son auditoire est composé d'un couple âgé et d'une autre femme. Le tableau sera acheté par Eugène Peugeot-Koechlin pour 4 000 francs et léguée par Antoine Peugeot en décembre 1993 à la Société d'Émulation de Montbéliard, à condition qu’elle soit ensuite exposée au musée Beurnier-Rossel. Il devait faire partie d'une série de cinq tableaux dont on ne connaît que les titres : Le Mariage au pays de Montbéliard, La Noce au village, Le Baptême et La Communion. La mort prématurée du peintre ne lui permet que de réaliser qu'une esquisse du deuxième tableau.